# بنفشة درق (عباس الشرقي)
بنفشة درق (بالفارسية: بنفشه‌درق) هي منطقة سكنية تقع في إيران في قسم عباس الشرقي الريفي. يقدر عدد سكانها بـ 24 نسمة .